# 白石天河
白石天河，安徽省庐江县境内河流，是巢湖水系的主要支流之一。白石天河原以源出大小马槽山的马槽河为上游，1984年引马入杭工程开工后，马槽河改于广寒桥入杭埠河。现白石天河以小河沿至罗埠河口为上游，罗埠河口至巢湖口为下游，其中小河沿至下马渡亦称牛首河，白山镇至巢湖口亦称白石大河。全长35.5公里，流域面积578平方公里。